# Les Nouvelles Aventures de Tarzan
Pour plus de détails, voir Fiche technique et Distribution.
Les Nouvelles Aventures de Tarzan (The New Adventures of Tarzan) est un serial américain en noir et blanc réalisé par Edward A. Kull et Wilbur F. McCaugh, sorti le 21 mai 1935.

## Synopsis
La Déesse Verte est un artefact qui est adoré par une tribu d'une cité perdue du Guatemala. Le totem contient une richesse en diamants mais aussi la formule d'un explosif révolutionnaire qui deviendrait dangereux s'il tombait entre de mauvaises mains. D'Arnot, l'ami de Tarzan, alors qu'il pilotait un avion se crashe près de cette tribu qui le maintient prisonnier. Le Major Martling envoie une expédition pour retrouver D'Arnot mais aussi le totem. Le militaire demande l'aide de Tarzan pour l'aider dans cette mission qui les emmène dans la forêt vierge. Ula Vale, veuve d'un homme qui mourut en voulant trouver l'idole est aussi du voyage.

## Fiche technique
- Titre original : The New Adventures of Tarzan
- Titre français : Les Nouvelles Aventures de Tarzan
- Réalisation : Edward A. Kull et Wilbur F. McCaugh
- Scénario : Edwin Blum, Bennett Cohen, Basil Dickey et Charles F. Royal d'après Edgar Rice Burroughs
- Photographie : Edward A. Kull et Ernest F. Smith
- Montage : Harold Minter, Thomas Neff, Edward Schroeder et Walter Thompson
- Production : Edgar Rice Burroughs, Ashton Dearholt et George W. Stout
- Société de distribution : Burroughs-Tarzan Enterprises Inc.
- Pays de production : États-Unis
- Langue d'origine : anglais
- Format : noir et blanc - 35 mm - 1,37:1 - Son : Mono
- Genre : Aventure, Action
- Durée : 257 min
- Dates de sortie :
  - États-Unis : 21 mai 1935

## Distribution
- Herman Brix : Tarzan
- Ula Holt : Ula Vale
- Ashton Dearholt : P.B. Raglan
- Frank Baker : Major Francis Martling
- Lewis Sargent : George
- Le singe Jiggs : le singe Nkima
- Dale Walsh : Alice Martling
- Harry Ernest : Gordon Hamilton
- Jackie Gentry : La Reine Maya
- Jack Mower : Capitaine Blade
- Merrill McCormick : Bouchart / Lopez

## Autour du film
Le film a été tourné au Guatemala en extérieurs mais aussi à Thousand Oaks en Californie.